# Béton projeté

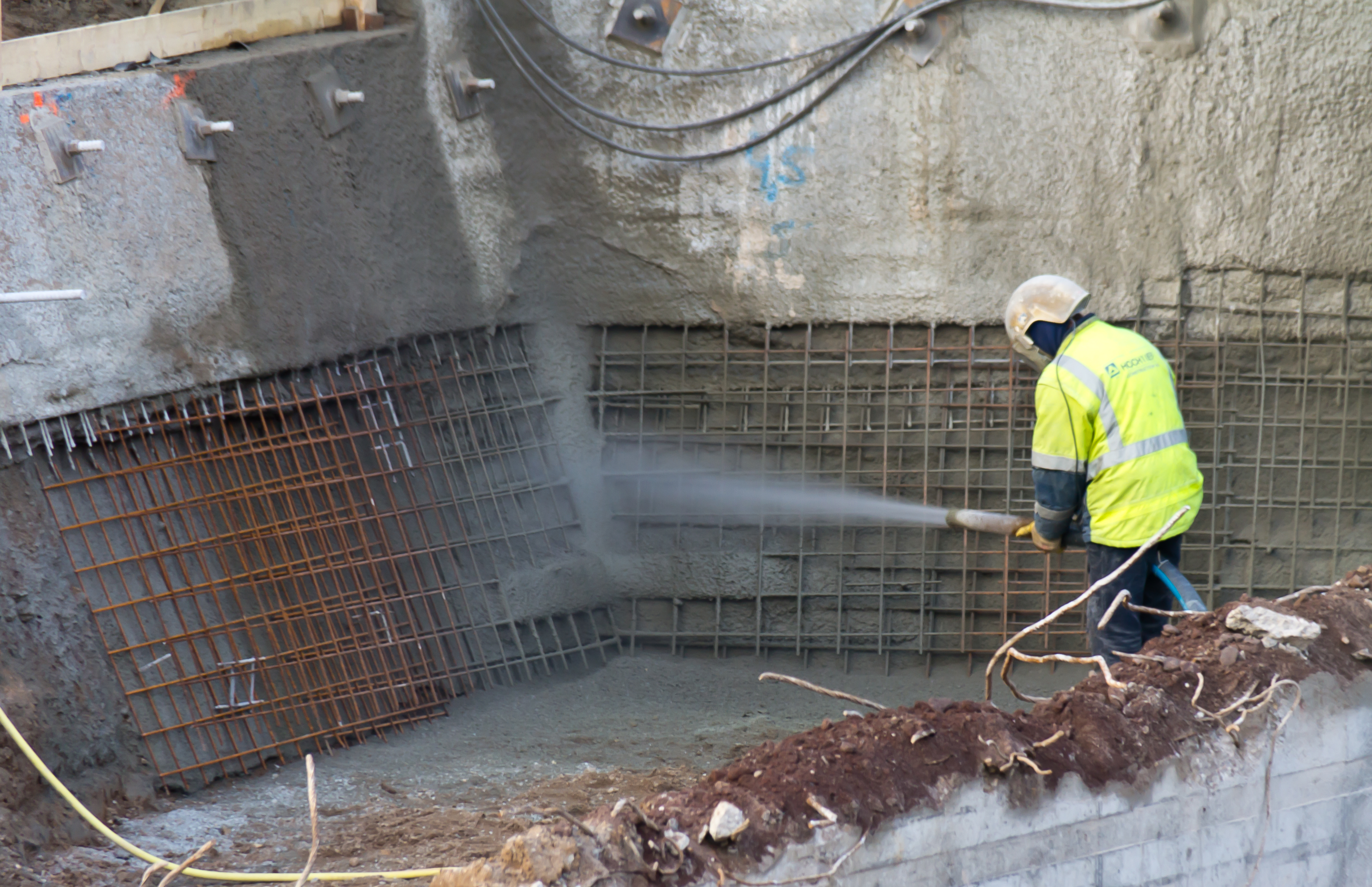
Béton projeté par voie humide

Le béton projeté, ou gunite, est un béton propulsé, après malaxage, sur un support sous forme de jet.  Il permet de réaliser les formes les plus complexes (dômes, coques, etc.) ou difficiles d'accès (tunnels, travaux acrobatiques, etc.). Il est également souvent utilisé dans les travaux souterrains ou en technique de réparation ou de soutènement.
Il existe deux techniques de projection, la projection par voie mouillée et la projection par voie sèche, chacune ayant des avantages et des inconvénients.

## Histoire
L’idée de projeter du mortier revient au naturaliste et taxidermiste américain Carl Akeley qui en 1907 construisit avec un « fusil à béton » (cement gun) des faux rochers dans un zoo de Pennsylvanie. Il breveta la technique en 1909 et dès 1911, le béton projeté était employé pour des applications aussi diverses que la stabilisation des berges de la tranchée « Culebra cut » du canal de Panama et la protection contre les incendies (charpentes métalliques de la gare centrale et du pont sur l’Hudson à New York).
Cette technique se développe rapidement aux États-Unis. En 1913, le Catskill canal, canal d’amenée d’eau à New York, est ainsi étanché sur 1 200 ml, en 1914 des parois rocheuses sont consolidées à Brucetown en Pennsylvanie, en 1917 des galeries de mines sont revêtues, en 1918 des barges pour la navigation sont construites en béton sur le Potomac et en 1922 des maisons sont même entièrement réalisées en béton projeté.
Le principe consiste à faire passer un mélange de matériaux (ciment, sable et gravillons) successivement dans deux chambres pressurisées formant sas avant de l’introduire dans la lance où de l’eau y est ajoutée, puis de le projeter contre une surface. Malgré l’inconvénient de la présence d’un chargement discontinu des matériaux et de la nécessité d’un machiniste en permanence pour manœuvrer le sas, le procédé s’internationalise.
Dans les années 1940, un nouveau procédé voit le jour s’appuyant sur le principe de la vis d’Archimède et autorisant un chargement en continu des matériaux et permettant un débit de projection plus élevé.
C’est finalement avec l’apparition en 1947 de la machine à rotor en remplacement de la vis que naît vraiment le béton projeté moderne. Tout en gardant l’intérêt du chargement continu et des débits élevés, cette nouvelle technique autorise des distances machine-projection plus longues.
Une dernière évolution apparaît dans les années 1990 avec le pompage péristaltique, technique où le mélange liquide, contenu dans un tube flexible, est entraîné par un système pressant le tube à l'intérieur de la pompe.11

## Principe de fonctionnement

### Techniques de projection
Il existe deux techniques de projection : la projection par voie mouillée et la projection par voie sèche.

#### Projection par voie mouillée
Le béton est généralement préparé en centrale (sable + ciment + eau) et est amené sur le chantier par camion toupie. Le camion verse ensuite son contenu dans une machine connectée à un compresseur. Le béton est acheminé à travers les convoyeurs pour atteindre son lieu d'application.

#### Projection par voie sèche
Le béton est généralement préparé en centrale mais n'est pas hydraté (sable + ciment). Le mélange contient entre 0 et 3 % d’humidité. Le mélange est versé dans une machine à air comprimé qui l'envoie dans un tuyau jusqu'à la lance de pré-mouillage grâce à un barillet. À l'arrivée en bout de lance, le mélange est humidifié et devient alors du béton. Le béton par voie sèche est propulsé à plus de 140 mètres par seconde (soit environ 500 km/h).
Dans le cas de chantier difficilement accessible, la projection par voie sèche peut aussi permettre de faire des approvisionnements ponctuels, notamment en sable (toit d'immeuble, voie d'accès étroite, travaux confinés...).

### Approvisionnement
L'approvisionnement de la projeteuse peut se faire de différentes façons :
- Approvisionnement « manuel » : à la pelle ou avec un véhicule de type Bobcat, les ouvriers effectuent le remplissage du cône de la projeteuse. Cette technique demande cependant de la précision et de la vitesse car le barillet doit toujours être approvisionné, sous peine de ressentir des à-coups dans la lance ;
- Approvisionnement par camion toupie pour la voie mouillée et sèche ;
- Approvisionnement par silo (pour la voie sèche) : pour des chantiers de longue durée, il est possible d'installer un silo au-dessus du rotor ;
- Approvisionnement par big-bags (pour la voie sèche) : les big-bags sont remplis de mélange en centrale. Ils sont approvisionnés par camion sur chantier. Les big-bags sont placés au-dessus du cône de la machine à projeter à l’aide d’un engin de levage et vidées dans le cône grâce à système d’ouverture par le dessous.

## Domaines d’application
Les domaines d’application sont nombreux : 
- en travaux souterrains, en réparation provisoire en tant que membrane de protection ou de soutènement ou en revêtement définitif dans un rôle structurel ;
- en protections de talus et blindages de fouilles (parois clouées, parois parisiennes, puits marocains) ;
- en techniques de réparation de parois de béton ordinaires présentant des désordres de surface
- en réfection de parois de béton endommagées par des incendies ;
- en techniques de renforcement ou de reprise de structures neuves présentant des défauts de conception ;
- pour la construction d’ouvrages en béton de forme libre ;
- pour la construction de piscines en béton armé.

## Matériels
La technique du béton projeté implique des moyens importants contrairement aux techniques traditionnelles. Le béton projeté nécessite des camions-ateliers sur lesquels sont montés des compresseurs de grande taille.

## Avantages et inconvénients
La technique du béton projeté a un certain nombre d'inconvénients :
- Investissement important : contrairement au béton traditionnel mis en place dans des banches, le béton projeté nécessite du matériel lourd : un compresseur avec machine à rotor et une équipe d'au moins quatre personnes. En ce sens, le béton projeté n'est pas compétitif pour des petits volumes, si ceux-ci sont réalisables à la bétonnière. Ce frein limite aussi le développement de la technique, étant donné que seules les entreprises avec des infrastructures importantes et des moyens financiers peuvent offrir ce type de service ;
- Savoir-faire.

La technique du béton projeté a aussi de nombreux avantages :
- Vitesse d’exécution : une équipe correctement formée peut projeter jusqu'à 10 m3 par heure (soit 100 m2 sur 10 cm d'épaisseur) ;
- Coffrage limité : la technique du béton projeté ne nécessite pas de coffrage autre que celui sur lequel elle projeté, là où le béton coulé l'est forcément dans un coffrage fond + murs ;
- Chantier à accès difficiles : bien que le convoi compresseur et camion toupie nécessite environ 40 mètres, la technique du béton projeté permet à un opérateur seul d'appliquer le béton dans un endroit étroit grâce au tuyau flexible.

## Chantiers notables
La technique du béton projeté a fait ses preuves, notamment sur les chantiers suivants :
- Jonctions intertunnels du tunnel sous la manche, qui permettent aux trains de passer d'un tunnel à un autre si l'exploitation le nécessite.

## Pour approfondir